# Wierzyca
Il Wierzyca è un fiume che attraversa la Polonia, ha una lunghezza di 130 chilometri.